# Szeghalom
Szeghalom je grad u unutrašnjosti jugoistoka Mađarske.
Površine je 217,13 km četvornih.

## Zemljopisni položaj
Nalazi se na jugoistoku Mađarske, na rijeci Berettyóu.

## Upravna organizacija
Upravno je sjedište szeghalomske mikroregije u Bekeškoj županiji. Poštanski je broj 5520. Manjinsku samoupravu imaju Romi.
1984. je stekao status grada.

## Stanovništvo
2001. je godine u Szeghalomu živjelo 10.278 stanovnika, od kojih su većina Mađari, 1,9% je Roma te ostalih.